# Caio Servílio Estruto Aala (cônsul em 478 a.C.)
Caio Servílio Estruto Aala (em latim: Gaius Servilius Structus Ahala) foi um político da gente Servília nos primeiros anos da República Romana eleito cônsul em 478 a.C. com Lúcio Emílio Mamerco.

## Biografia
Caio Servílio pertencia a um ramo patrício da gente Servília, uma das gentes da Roma Antiga. Foi eleito cônsul com Lúcio Emílio Mamercino, que já estava em seu segundo consulado.
Naquele ano os volscos e équos estavam planejando uma nova invasão ao território romano para aproveitar do foco romano na luta contra Veios. Para conter a ameaça, o Senado Romano enviou Caio Servílio contra os volscos, Lúcio Emílio contra os veios e encarregou ao procônsul Sérvio Fúrio a missão de contar os équos, permitindo em seguida que Cesão Fábio Vibulano levasse reforços, em nome do procônsul, ao seu irmão, Marco Fábio Vibulano, que estava envolvido numa luta particular entre os Fábios e Veios.
Cada um deles comandava duas legiões e tropas aliadas dos latinos e hérnicos. Enquanto o procônsul Sérvio Fúrio desbaratou rapidamente os équos, forçando-os de volta para sua cidade, Caio Servílio sofria numerosas derrotas em sua campanha contra os volscos, tantas que se viu obrigado a evitar batalhas campais e realizar uma guerra posicional.
Lúcio Emílio, que neste ínterim, havia derrotado os veios, se recusou depois a ir ajudar Caio Servílio como lhe fora ordenado pelo Senado Romano por que estava furioso por não ter recebido a honra de um triunfo depois de derrotar os veios.
Caio Servílio morreu antes de terminar seu mandato e foi substituído pelo cônsul sufecto Opitero Vergínio Tricosto Esquilino.